# Rosoy-en-Multien
Rosoy-en-Multien é uma comuna francesa na região administrativa de Altos da França, no departamento de Oise. Estende-se por uma área de 8,49 km². Em 2010 a comuna tinha 610 habitantes (densidade: 71,8 hab./km²).